# Viscount Melville Sound
De Viscount Melville Sound, voorheen Melville Sound, is een zeestraat van de Noordelijke IJszee in de regio Kitikmeot in Nunavut en de regio Inuvik van Northwest Territories in Canada. Het maakt deel uit van het Parrykanaal en scheidt Victoria-eiland en Prins van Waleseiland in het zuiden van de Koningin Elizabetheilanden in het noorden. Ten oosten van de zeestraat, via de Straat Barrow, ligt de Lancasterzeestraat, die naar Baffinbaai leidt. Westwaarts ligt de M'Clure Strait en de Noordelijke IJszee/Beaufortzee. Ten westen van de Viscount Melville Sound wordt deze door de Prince of Wales Strait verbonden met de Golf van Amundsen en ten zuidoosten via de M'Clintock Channel. De zeestraat maakt deel uit van de Noordwestelijke Doorvaart.

## Geschiedenis
In 1854 verliet Edward Belcher zijn schip, HMS Resolute, in de zeestraat terwijl hij op zoek was naar Sir John Franklin en zijn verloren expeditie. In 1855 werd de HMS Resolute gevonden terwijl die voor de kust van Baffineiland afdreef, en werd later ceremonieel teruggegeven aan koningin Victoria.

## Flora en fauna
De zeestraat ligt in de mariene ecoregio Beaufort-Amundsen-Viscount Melville-Koningin Maud.